# Salmagne
Salmagne település Franciaországban, Meuse megyében. Lakosainak száma 284 fő (2022. január 1.). Salmagne Dagonville, Erneville-aux-Bois, Lavallée, Loisey, Nançois-sur-Ornain, Cousances-lès-Triconville és Tronville-en-Barrois községekkel határos.

## Népesség
A település népessége az elmúlt években az alábbi módon változott:
| Lakosok száma | 273  | 258  | 341  | 306  | 304  | 304  | 301  | 294  | 290  | 284  |
|               | 1968 | 1982 | 1990 | 2006 | 2013 | 2015 | 2017 | 2019 | 2020 | 2022 |